# Talisia princeps
Talisia princeps är en kinesträdsväxtart som beskrevs av Oliver. Talisia princeps ingår i släktet Talisia och familjen kinesträdsväxter. Inga underarter finns listade i Catalogue of Life.